# Laima
Nella mitologia baltica, 
Laima (detta anche Laime o Laimes māte) è la personificazione del fato e della fortuna, intesi sia in senso positivo che negativo, oltreché della nascita. È inoltre associata alla fertilità, al matrimonio, alla morte e al focolare domestico. È, infine, considerata la protettrice delle donne incinte.

## Fonti
Laima è stata nominata la prima volta in delle fonti scritte come Laimelea da Wilhelm Martini nel prologo latino di una raccolta di canti tradizionali lituani di Daniel Klein e pubblicata nel 1666.

## Mito
Insieme alle due sorelle, Laima compone la trinità del Destino. Del resto, l'immagine del Destino degli uomini riposto nelle mani di tre dee senza età ricorre in molte altre religioni antiche (basti pensare alle Moire greche e alle Parche dei Romani).
Queste altre due figure, o altri due aspetti del Fato, nella mitologia lituana sono Laimė, la Buona Fortuna, e Dalia), colei che da e prende (dal lituano dalis, "ottenere"), oppure Giltinė, la Morte (da gilti, "pungere"). 
Nella mitologia lettone venivano invece dette Kārta e Dēkla (Karta e Dekla).
Altre divinità correlate, o altri aspetti del Fato, o altri epiteti, erano Laumės, oppure, nel paganesimo lituano, Giltinė e Magyla.
Nella mitologia lituana, invece, Laima non solo è la dea del fato, della fertilità e del matrimonio, ma è anche associata all'alternarsi della luce e del buio.
Laima è spesso associata al cuculo, animale con cui viene rappresentata, mentre il suo albero sacro è il tiglio. In numerose saghe e canzoni della tradizione Laima appare come un cuculo che canta su di un tiglio con 3, 5, 6, 7 o 9 rami (i numeri sacri della dea).

## Culto e riti
Il culto della dea viene celebrato su di un altare costruito secondo le proporzioni del corpo femminile, al fine di recare fertilità alle sue seguaci.
Fino al XVIII secolo, il culto della dea Laima era ancora piuttosto diffuso in Lituania.

## Neopaganesimo
Nel moderno culto lettone (il Dievturi), le tre dee sono note come "le Laime", ad indicare che si tratta di tre manifestazioni diverse della stessa divinità, talvolta assieme ad altre due figure, componendo così la trinità del Destino come per le Norne scandinave. Tutte e tre determinerebbero il destino degli uomini, sebbene a Laima spetti la decisione finale. In particolar modo, un'antica credenza prevederebbe, durante il parto, l'apparizione di Laima, o delle tre dee, alla finestra con il compito di profetizzare il futuro del nascituro.
Attualmente, alcuni gruppi di fedeli in Lituania e Lettonia stanno tentando di ridare vita a questi culti (rispettivamente la Romuva e il Dietvuri)
I riti legati al parto, praticati nei secoli precedenti, venivano effettuati all'interno di una sauna ed erano presieduti da una donna anziana, solitamente la nonna.
Le pratiche da svolgere erano un bagno purificatore, una festa celebrativa, il sacrificio di un animale e l'offerta a Laima di un capo di abbigliamento in tessuto.